# 리볼버 (2005년 영화)
《리볼버》(영어: Revolver)는 영국과 프랑스에서 제작된 2005년 액션 스릴러 영화이다. 가이 리치가 연출과 공동 각본을 맡고, 제이슨 스테이섬, 레이 리오타, 마크 스트롱 등이 출연하였다. 모든 게임과 사기에 적용할 수 있는 비기인 "공식"을 터득한 뒤 복수를 벼르는 신용 사기범 이야기이다. 비르지니 베송실라가 제작하고, 남편 뤼크 베송이 공동 각본과 공동 제작으로 참여하였다.

## 줄거리
코크니 갱스터 제이크는 갱단 두목 도러시 매카 명령으로 범죄를 저지르고 7년간 독방에서 지내며 폐소공포증에 걸린다. 이 시기에 제이크는 독방 양옆에 배치된 두 재소자들로부터 모든 게임에서 이기게 해준다는 궁극의 "공식"("The Formula")을 배운다. 한편 제이크에 대해 샅샅이 알게 된 이 두 수감자는 탈옥하여 제이크의 전 재산을 빼돌린다.
출소한 지 2년이 지난 뒤 제이크는 도러시를 찾아간다. 불법 도박실로 안내 받은 제이크는 도박판에 앉아있는 한 남성을 상대로 상당한 돈을 걸고 카지노 토큰 던지기를 하면서 일부러 패한다. 방심한 도러시에게 제이크는 같은 방식의 도박을 제안하고, 의도대로 도러시는 제이크에게 진다. 분노한 도러시는 오른팔 폴을 통해 살인청부업자 소터에게 제이크 살해를 의뢰한다.
한편 제이크는 병원에서 검사를 받고 결과를 기다리는 중이다. 이런 제이크에게 고리대금업자 잭과 아비가 접근한다. 이들은 자신들이 하라는대로 한다면 제이크를 도러시로부터 보호해주겠다고 제안하며 자신들이 확보한 제이크의 의료 정보 파일을 보여준다. 이들은 제이크가 희귀한 혈액 관련 질환에 걸려있으며 이대로라면 3일 내로 사망할 거라고 알려준다.
사기라고 판단한 제이크는 자리를 뜨지만, 검사 결과를 듣기 위해 의사를 찾아가자 아비와 잭이 말한 그대로 예후하는데...

## 출연
- 제이슨 스테이섬 - 제이크 그린 역
- 레이 리오타 - 도러시 매카 역
- 빈센트 패스토어 - 잭 역
- 안드레이 3000 - 아비 역
- 마크 스트롱 - 소터 역

## 기타 제작진
- 라인 제작: 스티브 클라크홀
- 공동 제작: 뤼크 베송, 피에르 스팡글레
- 배역: 민디 마린, 게일 스티븐스
- 미술: 이브 스튜어트
- 의상: 베리티 호크스